# 梅尔维尔·杜威
梅尔维尔·杜威（英語：Melvil Dewey，1851年12月10日—1931年12月26日），或译作麦尔威·杜威，是图书馆使用的杜威分类法的发明家。

## 生平
1874年杜威于阿默斯特学院毕业。他从1874年到1877年在阿默斯特任图书馆助手，并于此时发明了他的杜威分类法。
此后他搬到波斯顿并在那里创办和编辑了《图书馆杂志》，这部杂志成为美国图书馆学的发展和图书馆管理的一部非常有权威的杂志。
杜威与他的同事和朋友查尔斯·埃米·卡特一起组织了美国图书馆协会，在1876年的协会十周年大会上两人都发言。
1883年杜威当任哥伦比亚学院的图书馆管理员，此后他在那里创立了哥伦比亚图书馆经济学学校，这是世界上第一所关于图书馆学的学校。这所非常成功的学校于1890年移到奥尔巴尼，在杜威的领导下它改名为纽约州立图书馆学学校。从1888年到1906年杜威是纽约州立图书馆的馆长，从1888年到1900年他还任纽约州立大学的秘书，在这段时间里他彻底地改变了州立图书馆的组织，由此该图书馆成为美国最有效应的图书馆之一。此外杜威还建立了一个州立移动图书馆和图像收集的系统。
杜威主张改革英语的拼写，在他的影响下在美国英语中目錄一词写做Catalog，而不是Catalogue。
杜威还是一个非常积极的自然爱好者。